# Kloster Hof
In Hof (Saale) existierten zwischen dem Ende des 13. Jahrhunderts und der Reformationszeit das Franziskanerkloster Hof (ein Männerkloster der Franziskaner) und das Klarissenkloster Hof (ein Frauenkloster der Klarissen). Die Klöster lagen unmittelbar nebeneinander unterhalb des ehemaligen Schlosses im Westen des von der Stadtmauer umgebenen Areals. Heute befinden sich dort das Jean-Paul-Gymnasium und das Diakonische Werk.

## Das Franziskanerkloster

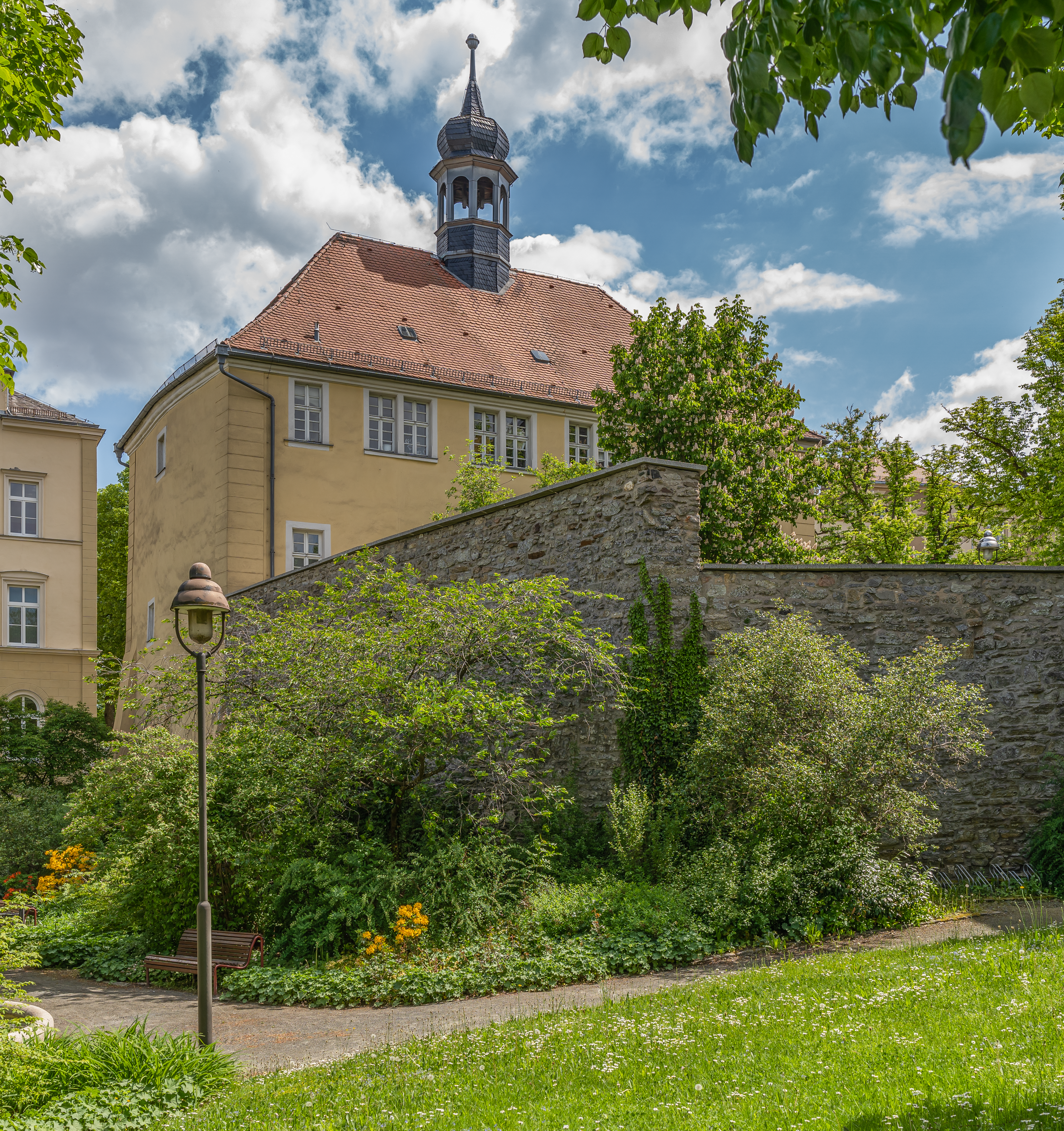
Westansicht des ehemaligen Franziskanerklosters in Hof

Ostansicht des ehemaligen Franziskanerklosters in Hof

Der Stiftungsbrief des Hofer Franziskanerklosters ist nicht erhalten; seine erste Erwähnung ist in einer Urkunde des Erzbischofs Erich von Magdeburg vom 13. Mai 1292 zu finden, mit der dem Kloster gestattet wurde, zur Eigenfinanzierung Ablassbriefe zu verkaufen. Ähnliche Ablassschreiben tauchten in den Folgejahren häufig auf. Bereits am 11. Juni 1292 wurde eine Klosterkirche Zum Heiligen Kreuz an der Südseite der Anlage genannt. Sie wurde im Stil einer Bettelordenskirche zwischen 1351 und 1376 erheblich umgebaut und erweitert und erhielt einen hohen Chor in gotischem Stil, eine Orgel und einen Kreuzgang um den Innenhof, der sie von den sonstigen Klostergebäuden trennte. Die Kirche war damit eine der ersten Kirchen in Franken mit einer Orgel. Am 7. September 1376 wurde sie erneut der heiligen Jungfrau Maria und dem heiligen Kreuz geweiht. Das Kloster gehörte zur Sächsischen Franziskanerprovinz (Saxonia), die 1376 und dann wieder 1419 ein Provinzkapitel im Kloster Hof abhielt; das Kloster muss daher zu dem Zeitpunkt ausreichend groß für die Aufnahme vieler Gäste gewesen sein.
In den Anfangsjahren sahen sich die Franziskaner Anfeindungen durch die ansässige Geistlichkeit ausgesetzt, welche die Konkurrenz um finanzielle Zuwendungen der Bevölkerung fürchtete. Besonders heftig bekämpfte sie Pfarrer Johannes von Schaphstete, der ihre Gottesdienste störte, sie als Ketzer beschimpfte, die bei ihnen abgelegte Beichte nicht anerkannte und einem Mann, der im Kloster beerdigt werden wollte, die Sterbesakramente verweigerte. Gegen ihn erhob das Kloster eine Klage beim Naumburger Bischof Heinrich I. von Grünberg, der in päpstlichem Auftrag die Rechte der Franziskaner in Deutschland zu wahren hatte. Sie erhielten am 16. Juni 1322 die uneingeschränkte Erlaubnis zu freier seelsorgerischer Tätigkeit. Johannes von Schaphstete wurde von seinem Amt suspendiert.
Einen jähen Einschnitt ins Klosterleben bedeutete der Hussiteneinfall in Hof am 25. Januar 1430, bei dem das gesamte Kloster niedergebrannt wurde. Die Ordensleute waren allerdings rechtzeitig mit den wichtigsten Teilen des Klosterschatzes ins gut 50 Kilometer entfernte Nachbarkloster nach Eger geflohen. Sie müssen dann aber bald zurückgekehrt sein, denn im Oktober 1432 gestattete ihnen der Bamberger Bischof Anton von Rotenhan das Sammeln von Almosen für den Wiederaufbau des Klosters sogar im sächsischen Markneukirchen und im böhmischen Schönbach. Außerdem erhielten sie zahlreiche Stiftungen von Hofer Bürgern und Adeligen aus der Umgegend, die zum Teil auch Grabstätten in der Klosterkirche erwarben. Solche Stiftungen bestanden meistens aus einmaligen Zuwendungen von Naturalien, Geld oder Sachwerten, jedoch hinderte das Gebot der Besitzlosigkeit in ihrer Ordensregel die Hofer Franziskaner nicht, auch die Übertragung von Grundbesitz oder dauerhaften Ansprüchen auf Einkünfte aus den Erträgen bestimmter Güter anzunehmen. Im Kloster wurde auch Unterricht als Hausstudium im Rahmen der Ausbildung für den Ordensnachwuchs (studium custodiale, studium particulare) erteilt, der zur damaligen Zeit einem Universitätsstudium für beinahe ebenbürtig gehalten wurde. Lektoren vermittelten dabei Kenntnisse in den Artes liberales und den Grundlagen der Theologie, wie sie für die Seelsorge und die Predigt notwendig waren. Noch bei der Säkularisation umfasste die Klosterbibliothek 466 Bände und ein Herbarium.
Im 15. Jahrhundert nahm das Kloster in Hof, wie auch die Nachbarkonvente in Coburg und Saalfeld, die Martinianischen Konstitutionen an und verfolgte damit eine gemäßigte Auslegung des franziskanischen Armutsgelübdes.
Die Reformation führte relativ schnell zum Niedergang des Klosters. Besonders nachdem 1525 Kaspar Löner, der in Hof als Erster die neue Lehre verkündete, die Aufgabe der Wochenpredigt in der Klosterkirche übernommen hatte, traten zahlreiche Franziskaner aus dem Orden aus und wurden zum Teil evangelische Prediger. Möglicherweise bereits 1529, spätestens jedoch 1542, wurde das Kloster endgültig aufgehoben. Am 26. Februar 1543 schenkte Markgraf Albrecht von Brandenburg das Areal dem Rat der Stadt zur Einrichtung einer Lateinschule; es entstand der Vorläufer des Jean-Paul-Gymnasiums, wobei im Westflügel die Lehrerwohnungen und im westlichen Teil des Nordflügels die Unterrichtsräume untergebracht waren. Beide mussten 1867 dem Bau einer Turnhalle weichen. Das neue Hauptgebäude des Gymnasiums nimmt den Bereich der früheren Stadtmauer ein.

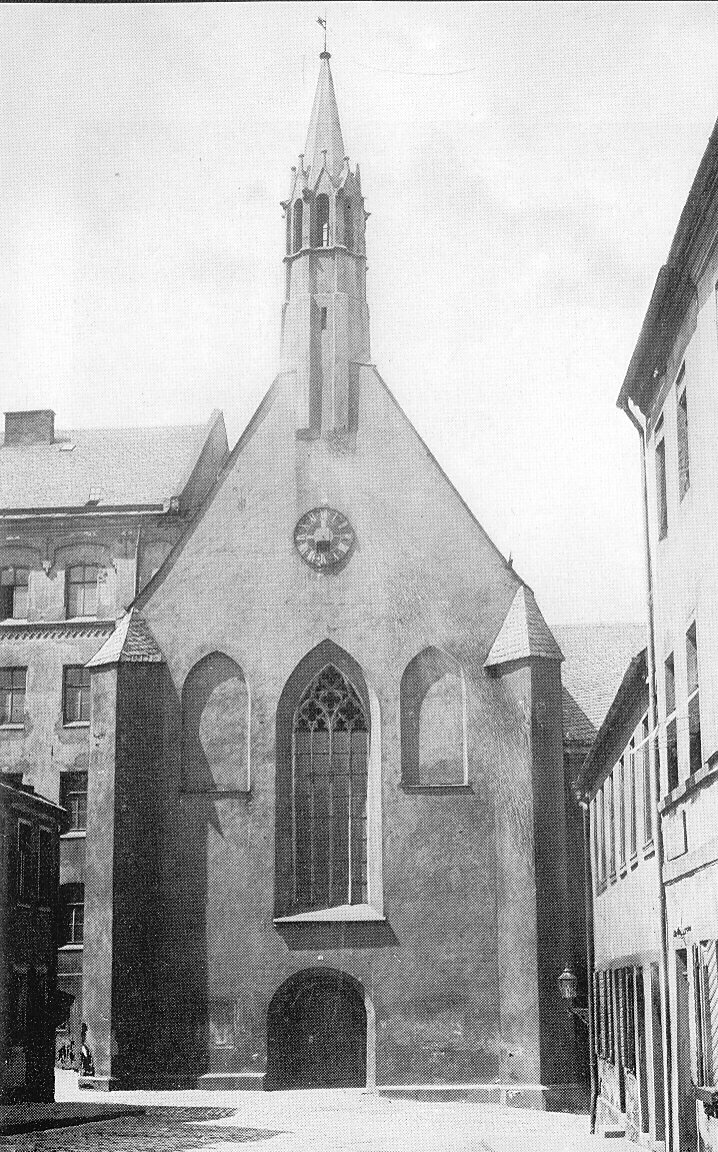
Klosterkirche von Osten, 19. Jahrhundert

Auch die Kirche wurde als evangelische Predigtkirche weiter genutzt. Zu diesem Zweck wurde sie im Inneren umgedreht; bisher lag der Eingang für die Ordensleute im Westen auf der Stadtmauerseite, im Osten zur Stadt hin befanden sich Chor und Altarraum. Nach der Umgestaltung erfolgte die Neuweihe als Trinitatiskirche 1545. Sie wurde später mehrmals vor allem durch Kriegsereignisse beschädigt und wieder renoviert, zuletzt zwischen 1755 und 1757. Nachdem Hof 1792 preußisch geworden war, verlor sie ihre ursprüngliche Bestimmung, wurde 1802 profaniert und diente danach abwechselnd als Exerzierhalle, Militärmagazin, Scheune und Warenlager des Mautamts. 1821 wurde in ihrem ehemaligen Chorraum das städtische Theater eingerichtet; die Straße, an der sich der Eingang befand, heißt noch Theaterstraße. Der übrige Teil diente als Reitbahn und Lager für Jahrmarktsbuden. Mehrere Anträge der wachsenden katholischen Gemeinde auf Überlassung der Kirche als Gottesdienststätte wurden mit der Begründung abgelehnt, das Theater könne nirgendwohin umziehen. Als 1883 an der Schützenstraße ein neues Theater errichtet wurde, hatten die Katholiken bereits ihre eigene Marienkirche am Ende der Altstadt gebaut und die Klosterkirche wollte nun niemand mehr haben. 1902 wurde sie abgebrochen; an ihrer Stelle entstand ein Anbau der Neustädter Volksschule. Im Museum Bayerisches Vogtland ist ein Modell der Kirche zu besichtigen.

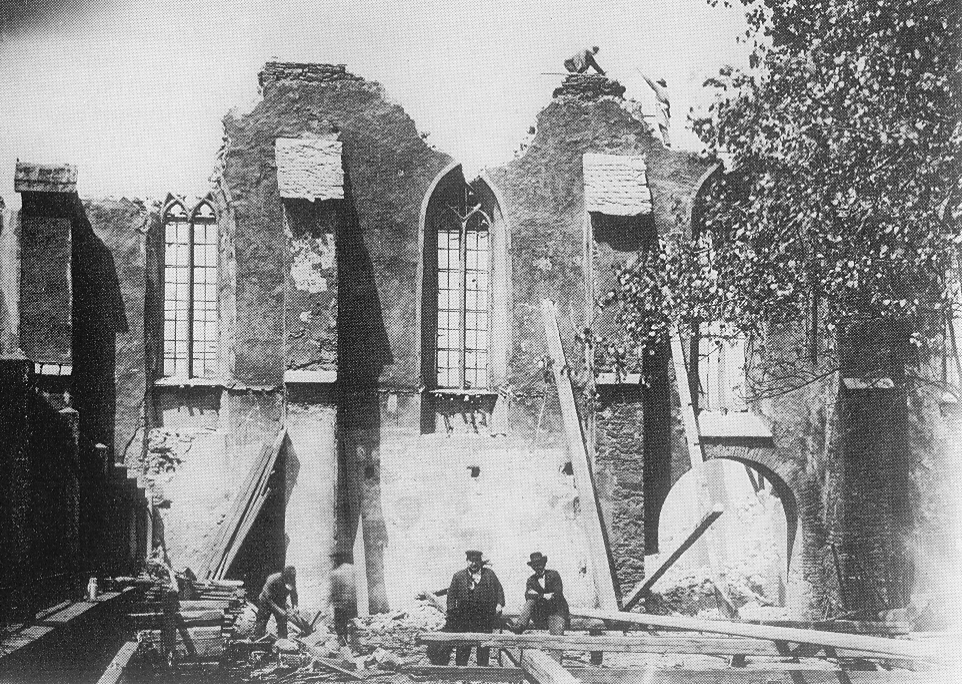
Abbruch der Klosterkirche 1902
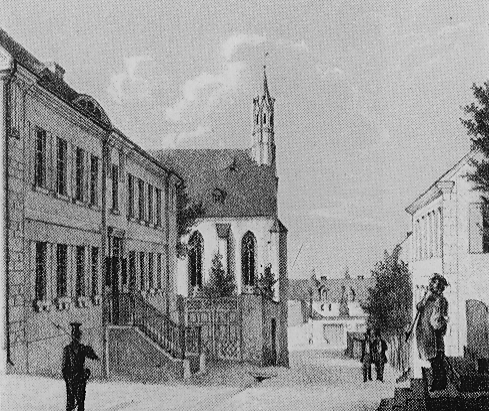
Lithografie von Georg Könitzer um 1850

Erhalten sind von der ursprünglich auf vier Seiten geschlossenen Klosteranlage mit Wohngebäuden, Kirche, Mulz- und Brauhaus der Ost- und der halbe Nordflügel (Neustädter Schule), seit 1854 um ein drittes Stockwerk erhöht, und das Sommerhaus, in dem Kunst- und Musiksaal des Jean-Paul-Gymnasiums untergebracht sind.

## Das Klarissenkloster

Teil des ehemaligen Klarissenklosters in Hof

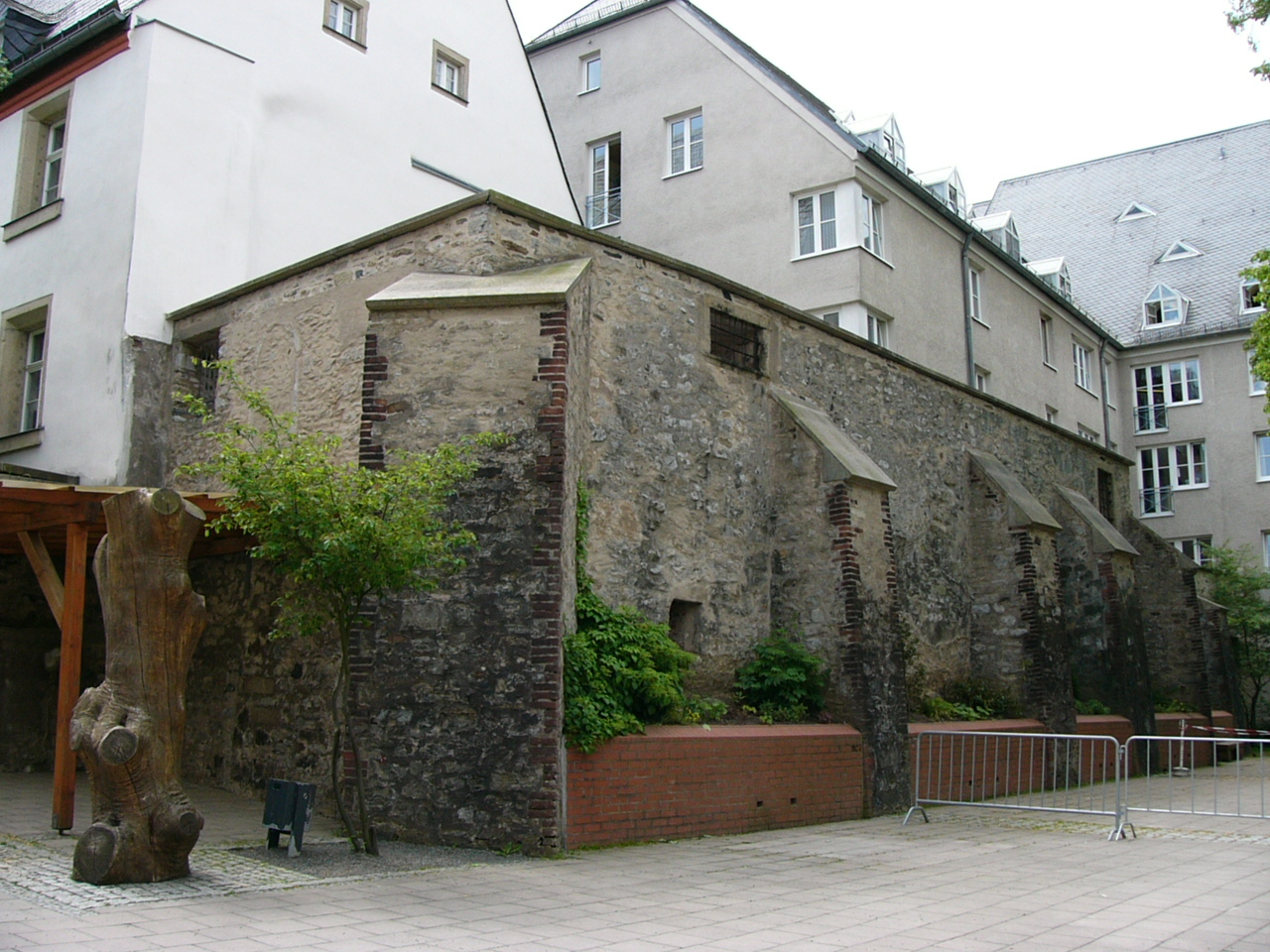
Grenze der beiden Klöster

Das Hofer Klarissenkloster wurde wahrscheinlich erstmals 1287 gegründet; die älteste Erwähnung datiert vom 18. Januar 1291. Es lag südlich des Franziskanerklosters zwischen diesem und dem Hofer Schloss. Ausgangspunkt der Gründung war das Klarissenkloster Eger. Das Klarissenkloster muss dann aber noch einmal zum Erliegen gekommen sein, denn am 7. Juli 1348 wurde es durch eine Stiftung der Gertrud von Uttenhofen neu gegründet und ab 1350 eine eigene Kirche gebaut. Von Anfang an waren viele der Nonnen adeliger Abstammung und ihre Familien statteten das Kloster mit reichem Grundbesitz aus, der immer wieder mit Zukäufen durch die Äbtissinnen erweitert wurde. Zur Abfolge der Äbtissinnen siehe Liste der Äbtissinnen von Hof. 1375 übergab Burggraf Friedrich V. von Nürnberg seine Töchter Anna, Katharina und Agnes dem Hofer Kloster. Die damals neunjährige Katharina war bereits sieben Jahre lang mit dem späteren Kaiser Sigismund verlobt, jedoch war das Verlöbnis wieder aufgehoben worden. Seit etwa 1390 war Katharina Äbtissin des Klosters; nach ihrem Tod am 19. November 1409 trat ihre vier Jahre jüngere Schwester Agnes die Nachfolge an. Die Hussiten verwüsteten das Kloster 1430 ebenso wie das der Franziskaner; die Nonnen hatten sich jedoch schon 1425 nach Eger in Sicherheit gebracht. Der Schlag, von dem es sich nicht mehr wirklich erholen konnte, war ein Brand 1477, der von einer Nonne gelegt worden sein soll, die gehofft hatte, in der allgemeinen Verwirrung mit ihrem Liebhaber entkommen zu können. Zu dieser Zeit war Margareta von Brandenburg, am 18. April 1453 geborene Tochter des Kurfürsten Albrecht Achilles Äbtissin. Sie verfasste ein Urbar mit den Besitzverhältnissen des Klosters, welches von ihrer beiden Nachfolgerinnen vollendet und ergänzt wurde.
Das Klarissenkloster überdauerte die Reformation einige Zeit länger als das der Franziskaner; noch im Jahr 1548 wurde ein neues Verwalterhaus gebaut. Mit dem Tod der letzten Äbtissin Amalie von Hirschberg am 23. Mai 1564 kam es jedoch ebenfalls in den Besitz des Landesfürsten, Markgraf Georg Friedrich von Brandenburg. Bis 1574 beherbergte es eine Mädchenschule. In den folgenden Jahren fiel es fortschreitender Verwüstung anheim. 1657 musste der Zugang zur Kirche, die inzwischen kein Dach mehr hatte, durch eine Mauer verschlossen werden, 1743 wurde der Turm niedergelegt. Heute existieren keine Reste mehr. Die übrigen Gebäude dienten als Getreidelager, Nord- und Westflügel waren ab 1810 Salzmagazin. Von 1858 bis 1973 befand sich im ehemaligen Kloster das Gefängnis der Stadt. Ost- und Südflügel als einzige erhaltene Teile der ursprünglichen Klosteranlage beherbergen die Verwaltung des Diakonischen Werks und ein Café. Im Ostflügel kann auf Anfrage der beim Wiederaufbau nach dem Hussitensturm 1444/45 errichtete Dachstuhl besichtigt werden, die größte Hängegebälkkonstruktion Oberfrankens. Gegenüber entstand der Neubau eines Alten- und Pflegeheims. Dadurch besteht wieder ein geschlossener Innenhof, der für verschiedene Veranstaltungen genutzt wird.